# Mesocapromys
Mesocapromys é um gênero de roedor da família Capromyidae.

## Espécies
- Mesocapromys angelcabrerai (Varona, 1979)
- Mesocapromys auritus (Varona, 1970)
- Mesocapromys melanurus (Poey, 1865)
- Mesocapromys nanus (G. M. Allen, 1917)
- Mesocapromys sanfelipensis (Varona e Garrido, 1970)